# Skorošice
Skorošice (Duits: Gurschdorf bei Jauernig) is een Silezische gemeente in de Tsjechische regio Olomouc, en maakt deel uit van het district Jeseník. Skorošice telt 689 inwoners (2023).
Skorošice was tot 1945 een plaats met een overwegend Duitstalige bevolking. Na de Tweede Wereldoorlog werd de Duitstalige bevolking verdreven.

## Geschiedenis
- 1284 – De eerste schriftelijke vermelding van Skorošice.
- 1996 – De gemeente Skorošice wordt administratief overgeheveld van het district Šumperk naar het nieuw gevormde district Jeseník.[1]